# Кімберлі Креншоу
Кімберлі Вільямс Креншоу ([ˈkɪmbərli], нар. 1959), американська адвокатка, філософиня і провідна науковиця критичної теорії раси, яка розробила теорію інтерсекційності. Вона є штатною професоркою юридичної школи UCLA та юридичної школи Колумбії, де спеціалізується на расових та гендерних питаннях. Креншоу також є засновницею Колумбійського центру юридичного факультету з питань досліджень міжсекційної та соціальної політики (CISPS) та Афроамериканського політичного форуму (AAPF), а також є президентом Берлінського центру міжсекторного правосуддя (CIJ). Креншоу відома впровадженням та розвитком інтерсекційності, теорією того, як соціальні ідентичності, що перекриваються чи перетинаються, особливо ідентичності меншин, співвідносяться із системами та структурами утиску, домінування чи дискримінації. Її вчення також мали важливе значення у розвитку інтерсекційного фемінізму, який досліджує накладені між собою системи пригноблення та дискримінації, яким піддаються жінки через свою етнічну приналежність, сексуальність та економічне походження.

## Ранні роки життя та освіта
Народилася в 1959 році в Кантоні, штат Огайо, у афроамериканських  батьків, Маріан та Вальтера Кларенса Креншоу, обох вчителів. Її батьки брали участь в русі за десегрегацію, включаючи матір, яка допомагала десегрегувати дитячий басейн.  Вона відвідувала середню школу в Кантоні Мак-Кінлі, а також християнську фундаменталістську школу, де зазнала расизму.  Вона представляла свою школу на дебатах та правописі та з юних років прагнула бути юристкою.
У 1981 році Креншоу отримала ступінь бакалавра з державного управління та вивчення Африки в Університеті Корнелла, де вона була членом почесного товариства Quill and Dagger. Вона отримала ступінь доктора юридичних наук у Гарвардській юридичній школі в 1984 році, а наступного року ― ступінь доктора права  в юридичному факультеті Університету штату Вісконсін, де вона була стипендіаткою Вільяма Х. Хасті та юристкою Верховного суду штату Вісконсин Шірлі Абрахамсон.

## Кар'єра
Креншоу ― один із засновниць галузі теорії критичної раси. Будучи в Гарвардській юридичній школі, вона була однією із засновників семінару з теорії критичної раси, який і започаткував цей термін.
Після закінчення її докторантури, Креншоу приєдналася до юридичного факультету UCLA в 1986 році, де читала лекції з критичної теорії раси, громадянських прав та конституційного права. В даний час в UCLA вона викладає чотири класи; її курси ― передова теорія критичної раси; Громадянські права; Взаємозрізні точки зору на расу, стать та криміналізацію жінок та дівчат; та раси, права та представництва. У 1991 та 1994 рр. вона була обрана професоркою року шляхом голосування студентів та студенток. У 1995 році Креншоу була призначена професоркою Колумбійської школи права, де вона є засновницею та директором Центру досліджень міжсекторних зв’язків та соціальної політики, створеного в 2011 році.
У 1996 році вона стала співзасновником і є виконавчим директором некомерційного аналітичного центру та інформаційного центру, Афро-американського політичного форуму, який зосереджується на "ліквідації структурної нерівності" та "просуванні та розширенні расової справедливості, гендерної рівності та неподільність усіх прав людини як у США, так і на міжнародному рівні ". Його місія полягає у створенні мостів між науковими дослідженнями та громадським дискурсом у подоланні нерівності та дискримінації. Креншоу була нагороджена кафедрою Фулбрайта для Латинської Америки в Бразилії, а в 2008 році вона отримала стипендію в Центрі перспективних поведінкових досліджень Стенфордського університету.
У 2001 році вона написала довідковий документ з питань раси та гендерної дискримінації для Всесвітньої конференції ООН проти расизму (WCAR), допомогла полегшити додавання гендерних аспектів у своїй Декларації на конференції та виступила членкою Комітету Національного наукового фонду для дослідження насильства проти жінок та комісії Національної дослідницької ради з питань дослідження насильства проти жінок. Креншоу була членкою Групи внутрішньої стратегії в Інституті Аспена з 1992 по 1995 рр., жіноча медіа-ініціатива 

## Вплив

### Інтерсекційність
Креншоу представила теорію інтерсекційності в 1989 р. У своїй роботі, написаній для юридичного форуму Університету Чикаго «Демаргіналізація перетину раси та полу: Чорна феміністична критика антидискримінаційної доктрини, феміністичної теорії та антирасистської політики». Основним аргументом цієї чорної феміністичної статті є те, що досвід бути чорною жінкою не можна розуміти з точки зору чорної людини і жінкою, ці поняття розглядають самостійно, але повинні включати взаємодію між ними, адже вони часто підсилюють одна одну.
Робота намагалась пом'якшити поширену помилкову думку, що інтерсекційний досвід пов'язаний виключно з сумою расизму та сексизму. За словами Креншоу, концепція інтерсекційності посилається на «попередниць», таких як американські чорношкірі феміністки 19 століття Анна Джулія Купер і Марія Стюарт, а за ними Анжела Девіс і Дебора Кінг у 20 столітті: «У кожному поколінні і в кожній інтелектуальній сфері та в кожну політичну мить існували жінки-афроамериканки, які формулювали необхідність думати і говорити про расу через об'єктив, який дивиться на стать, або думати і говорити про фемінізм через об'єктив, який дивиться на расу. Отже, одне слідує за іншим». Її натхнення теорією почалося під час навчання в коледжі, коли вона зрозуміла, що гендерний аспект раси вкрай недостатньо розвинений, хоча школа, яку вона відвідувала, пропонувала багато класів, які стосувались як расових, так і гендерних питань. Зокрема, жінки обговорювались лише на уроках літератури та поезії, тоді як чоловіки також обговорювали в серйозній політиці та економіці.
Основна увага Креншоу у питаннях інтерскційності полягає в тому, як закон реагує на питання, що включають гендерну та расову дискримінацію. Особливий виклик у законі полягає в тому, що антидискримінаційні закони розглядають стать та расу окремо, і, отже, афро-американські жінки та інші кольорові жінки перекривають різні форми дискримінації, і закон, не знаючи, як поєднати ці два, залишає цих жінок поза справедливістю.

## Вибрані твори
- Critical Race Theory: The Key Writings That Formed the Movement (editor), 1995. ISBN 1565842715
- "Mapping the Margins: Intersectionality, Identity Politics and Violence against Women of Color," in The Feminist Philosophy Reader, Alison Bailey and Chris Cuomo (eds.). New York: McGraw-Hill, 2008. 279–309.
- Reaffirming Racism: The faulty logic of Colorblindness, Remedy and Diversity, 2013 ISBN 9781595588838
- Black Girls Matter: Pushed Out, Overpoliced and Underprotected, African American Policy Forum, 2016.[31]
- The Race Track: Understanding and Challenging Structural Racism, 2017. ISBN 9781595588821
- On Intersectionality: Essential Writings of Kimberlé Crenshaw, 2017. ISBN 9781620972700ISBN 9781620972700
- Seeing Race Again: Countering Colorblindness across the Disciplines, 2019. ISBN 9780520300996ISBN 9780520300996, OCLC 1050455449